# Teresa Walas
Teresa Walas (ur. 24 grudnia 1944 w Krakowie) – polska literaturoznawczyni, teoretyczka literatury, historyczka literatury i krytyczka literacka, profesorka, pracowniczka Katedry Antropologii Literatury i Badań Literackich Wydziału Polonistyki Uniwersytetu Jagiellońskiego (prowadziła m.in. zajęcia z krytyki literackiej w Studium Literacko-Artystycznym).
Jej zainteresowania naukowe obejmują literaturę i kulturę współczesną, teorię literatury, historię okresu Młodej Polski. Jest współzałożycielką i redaktorką „Dekady Literackiej”.
Zaprzyjaźniona z Wisławą Szymborską, towarzyszyła jej podczas wręczania Nagrody Nobla. Członkini zarządu Fundacji Wisławy Szymborskiej oraz bohaterka jej wierszy.
W listopadzie 2003 otrzymała nagrodę Krakowska Książka Miesiąca za publikację Zrozumieć swój czas. Kultura polska po komunizmie.

## Przebieg kariery naukowej
- 1976 otrzymuje stopień naukowy doktora
- 1994 otrzymuje stopień naukowy doktora habilitowanego[4]
- 2004 otrzymuje tytuł naukowy profesora[4]
- 2005 laureatka nagrody im. Kazimierza Wyki[5]
- 2015 otrzymuje srebrny medal „Plus ratio quam vis”[6]

Wykładała również za granicą: w Alliance College w Cambridge Springs w Pensylwanii,  Uniwersytet Karoliny Północnej w Chapel Hill i American Institute of European Studies w Wiedniu.

## Publikacje
- Ku otchłani: Dekadentyzm w literaturze polskiej 1890-1905, Kraków, Wydawnictwo Literackie, 1986.
- Czy jest możliwa inna historia literatury?, Kraków, Universitas, 1993.
- Zrozumieć swój czas. Kultura polska po komunizmie, Kraków, Wydawnictwo Literackie, 2003.